# Noemia negrosensis
Noemia negrosensis är en skalbaggsart som beskrevs av Aurivillius 1927. Noemia negrosensis ingår i släktet Noemia och familjen långhorningar.
Artens utbredningsområde är Filippinerna. Inga underarter finns listade i Catalogue of Life.